# ماسييه ماكوسزيفسكي
ماسييج ماكوسزيوسكي (بالبولندية: Maciej Makuszewski)‏ (29 سبتمبر 1989 في بولندا - ) هو لاعب كرة قدم بولندي في مركز الوسط. شارك مع منتخب بولندا تحت 21 سنة لكرة القدم. أما مع النوادي، فقد لعب مع تيريك غروزني وليخيا غدانسك ونادي فيتوريا سيتوبال وياغيلونيا بياويستوك وWigry Suwałki ‏ وUKS SMS Łódź ‏.

## وصلات خارجية
- ماسييه ماكوسزيفسكي على موقع الاتحاد الأوربي (الإنجليزية)
- ماسييه ماكوسزيفسكي على موقع قاعدة بيانات كرة القدم.إي يو (الإنجليزية)
- ماسييه ماكوسزيفسكي على موقع ناشيونال فوتبول تيمز (الإنجليزية)
- ماسييه ماكوسزيفسكي على موقع Soccerway.com (الإنجليزية)
- ماسييه ماكوسزيفسكي على موقع AS.com (الإسبانية)